# RJ 사일러
로널드 사일러 2세(영어: Ronald Cyler II, 1995년 3월 21일 ~ ), 간단히 RJ 사일러(RJ Cyler)로 잘 알려진 미국의 배우이다. 영화 《나와 친구, 그리고 죽어가는 소녀》(2015)의 얼 역, 《파워레인저》(2017)의 블루 레인저 빌리 역으로 출연했다.

## 출연 작품
- 파워레인져스: 더 비기닝
- 더 하더 데이 폴 - 짐 배크워스 역